# Голубянка загадочная
Голубянка загадочная (Turanana mystica) — вид бабочек из семейства голубянки. Длина переднего крыла 7,5—11,5 мм.

## Ареал
Эндемик Внутреннего Дагестана. Вид известен с правого и левого берега нижнего течения Андийского Койсу: окрестности сел Тлох, Чирката, Тантари как на правом, так и на левом берегу реки Андийское Койсу на высотах от 450 до 800 метров над уровнем моря.
Бабочки населяют засушливые каменистые горные склоны с зарослями держи-дерева и обязательным присутствием кермековидки Оверина (Limoniopsis overinii).

## Биология
Развивается, вероятно, в одном поколении за год. Время лёта растянуто и длится с конца мая до середины августа. Возможно, кормовым растением гусениц является вид семейства кермековых (Plumbaginaceae) — кермековидка Оверина (Limoniopsis overinii), вокруг которых обнаруживаются самки бабочек.